# Liste des épisodes de Spider-Man Unlimited
Pour un article plus général, voir Liste des épisodes de Spider-Man.
La liste des épisodes de Spider-Man Unlimited est une liste de comic books autour du personnage de Spider-Man.

## Vol 1.
| Numéro | Titre                                                                                              | Scénariste                                                                                         | Dessinateur                                                                                        | Date de publication                                                                                |
| --- | -------------------------------------------------------------------------------------------------- | -------------------------------------------------------------------------------------------------- | -------------------------------------------------------------------------------------------------- | -------------------------------------------------------------------------------------------------- |
| | | | | |
| 1 | | | | Mai 1993                                                                                           |
| | (Maximum Carnage Part 1 of 14: Carnage Rising)                                                     | Tom DeFalco                                                                                        | Ron Lim                                                                                            | |
| Cletus Kasady, alias Carnage, s'échappe de son asile avec une comparse, Shriek. Peter et Mary Jane se rendent à l'enterrement d'Harry. Aussitôt que Peter promet à sa femme d'arrêter d'être Spider-Man pendant une semaine ou deux qu'il apprend que Carnage est en liberté. Spidey est attaqué par le Doppelganger, qui s'est allié avec Carnage et Shriek, et est sonné. Carnage se rend au Bugle pour rendre visite à Jameson. | | | | |
| | (Playback)                                                                                         | Mike W. Barr                                                                                       | Jerry Bingham                                                                                      | |
| Spider-Man est mis K.O. par le Scorpion au cours d'un combat. Peter tombe dans un coma, et rêve de sa vie lycéenne. Il se réveille dans la chambre qu'il occupait quand il était enfant, et croit voir son oncle Ben. Il revit le dernier jour de la vie de son oncle. | | | | |
| | (Long Way Down)                                                                                    | Terry Kavanagh                                                                                     | Mark Bagley                                                                                        | |
| | | | | |
| Remarque | Ce numéro marque le début de la saga Maximum Carnage.                                              | Ce numéro marque le début de la saga Maximum Carnage.                                              | Ce numéro marque le début de la saga Maximum Carnage.                                              | Ce numéro marque le début de la saga Maximum Carnage.                                              |
| | | | | |
| 2 | | | | Mai 1993                                                                                           |
| | (Maximum Carnage Part 14 of 14: The Hatred, the Horror and the Hero)                               | Tom DeFalco                                                                                        | Mark Bagley et Ron Lim                                                                             | |
| Venom poursuit Carnage jusqu'à son ancienne cellule de prison. Peter rentre chez lui, et parle en privé avec son père, Richard. Brisant une fois de plus sa promesse à Mary Jane, il renfile le costume pour en finir avec Carnage. Spider-Man retrouve Carnage. Ils se battent, avec Venom. Peter empêche ce dernier de tuer Kasady. Alors que Carnage va tuer Peter, la Chatte noire intervient au dernier moment et fait s'enfuir Carnage. | | | | |
| | (Other People's Dream)                                                                             | Kurt Busiek                                                                                        | Steven Butler                                                                                      | |
| Peter et Mary Jane se rendent à une cérémonie de remise de prix, mais des criminels passent à l'attaque lors de la cérémonie. Spider-Man doit intervenir. | | | | |
| Remarques | Ce numéro marque la fin de la saga Maximum Carnage.                                                | Ce numéro marque la fin de la saga Maximum Carnage.                                                | Ce numéro marque la fin de la saga Maximum Carnage.                                                | Ce numéro marque la fin de la saga Maximum Carnage.                                                |
| | | | | |
| 3 | | | | Novembre 1993                                                                                      |
| | (An Obituary for Octopus)                                                                          | Tom DeFalco                                                                                        | Ron Lim                                                                                            | |
| Dilbert Trilby est journaliste pour le Bugle, chargé des articles publiés à la mort de célébrités. Joe Robertson lui demande de mettre à jour l'article du docteur Octopus car ce dernier vient de piller le centre de recherche Robeaux. Oscar, un lycéen qui effectue un stage au journal, lit l'article et en apprend plus sur la vie d'Otto Octavius. Spider-Man se bat contre Octavius et réussit à le défaire. | | | | |
| | (Captive Fire)                                                                                     | Kurt Busiek                                                                                        | Aaron Lopresti                                                                                     | |
| Alors qu'il est en patrouille pour arrêter un commerce mafieux, Spider-Man est attaqué par Corona. | | | | |
| | (Ren-Tech's Revenge)                                                                               | Jack C. Harris                                                                                     | Jesse D. Orozco                                                                                    | |
| Le docteur Hillman Barto annonce à Alexis Ellis qu'il n'a d'autre choix que de détruire l'armure Annex. Ellis refuse, arguant qu'il avait réussi à la contrôler et s'était battu aux côtés de Spider-Man (ASM Annual #27). Le laboratoire étant attaqué, Hillman accepte qu'Alex reprenne provisoirement l'armure. | | | | |
| | | | | |
| 4 | | | | Février 1994                                                                                       |
| | (The Man Who Would Be Spider-Man)                                                                  | Tom DeFalco                                                                                        | Ron Lim                                                                                            | |
| Le Bugle envoie Lance Bannon couvrir en secret la vente de contrefaçons par des malfrats. Spider-Man intervient, et Lance réussit à prendre un cliché au moment où un des malfrats retire à l'Araignée son masque. Peter découvre la photo d'un imposteur le lendemain. Se faisant appeler Phil, cet homme cherche à se faire passer pour le super-héros afin de devenir riche et célèbre. | | | | |
| | (Still Living in Fear)                                                                             | Kurt Busiek                                                                                        | Kevin West                                                                                         | |
| Spider-Man suit un convoi de police transportant Bloodshed pour s'assurer qu'il arrive à destination. | | | | |
| | (Just a Joe Named Guy)                                                                             | Carl Potts                                                                                         | Dan Norton                                                                                         | |
| Le Rhino a volé du gaz à utilisation médicale et s'échappe par le Queens. En détruisant le conteneur de gaz, le Rhino transforme un homme appelé Guy Jones en un monstre. | | | | |
| | | | | |
| 5 | | | | Mai 1994                                                                                           |
| | (Estranged Tales)                                                                                  | Tom DeFalco                                                                                        | Ron Lim                                                                                            | |
| La Torche humaine est en deuil après le meurtre de Reed Richards par le docteur Fatalis. Il arrête Spider-Man qui se montre un peu trop brutal avec des malfrats qu'il est en train de mettre hors d'état de nuire. La Torche est accusée par les médias de brutalité à la place de Spider-Man. Mary Jane s'inquiète car elle ne trouve aucun rôle à la télévision. | | | | |
| | (Look Who's Back)                                                                                  | Kurt Busiek                                                                                        | Jan Duursema                                                                                       | |
| Alors qu'il arrête une transaction frauduleuse, le Bobster, que Spider-Man a déjà rencontré, l'interrompt. | | | | |
| | (Street Justice)                                                                                   | Eric Fein                                                                                          | Mark Tenney                                                                                        | |
| C'est le dernier mois de cours pour les Terminales du lycée de l'est de Manhattan. Alors qu'ils discutent du futur de leur couple, une fusillade a lieu et Jane, la petite-amie d'Oliver, est blessée par balle. Jadis, Oliver avait utilisé un robot pour devenir le Spectacular Spider-Kid ; il décide de reprendre le costume pour devenir le Steel Spider et venger sa petite-amie. | | | | |
| | | | | |
| 6 | | | | Juin 1994                                                                                          |
| | (People Like Us!)                                                                                  | Tom DeFalco                                                                                        | Ron Lim                                                                                            | |
| Les médias se répandent au sujet de la violence que Spider-Man a exercée sur Philip Cussler. Daredevil l'apprend et s'en inquiète, tandis que le Caïd s'en frotte les mains. Thunderstrike, que l'Araignée a aidé récemment, décide de lui venir en aide pour lui apporter son soutien. Ils sont attaqués par Hydro-Man. | | | | |
| | (Lives at Risk)                                                                                    | Marc McLaurin                                                                                      | Scott Kolins                                                                                       | |
| Spider-Man a réussi à retrouver la trace de Slyde à Chicago. Ce voleur lui a déjà échappé à deux reprises (ASM #272 et WSM #23). Alors qu'il s'apprête à arrêter Slyde, il est interrompu par Luke Cage. | | | | |
| | (Unnecessary Roughness)                                                                            | Tom Brevoort et Mike Kanterovich                                                                   | Scott Kolins                                                                                       | |
| Flash travaille à l'hôpital général de Meroy, jour et nuit, afin de penser à autre chose qu'à sa rupture récente avec Felicia. Il tombe nez à nez avec un ancien rival de football américain, qu'il avait réussi à éliminer lors des finales de la coupe des lycées de New York. | | | | |
| | | | | |
| 7 | | | | Septembre 1994                                                                                     |
| | (The Exile Returns, Part Two: Second Rate Choices)                                                 | Tom Lyle                                                                                           | Ron Lim, Tom Palmer et Phil Gosier                                                                 | |
| Ben Reilly patrouille la ville à la recherche de Venom. Il arrête un vol dans un restaurant, puis passe voir May, qui demeure dans un coma à l'hôpital. Ben enfile son costume de Scarlet Spider et arrête quelques malfrats. | | | | |
| | (A Conflict of Interests!)                                                                         | Tom Brevoort et Mike Kanterovich                                                                   | Bob McLeod                                                                                         | |
| Le PDG d'une entreprise automobile qui a le vent en poupe, James Arthur Kapoztas, est attaqué par Cardiac. Spider-Man arrive à temps et fait fuir Cardiac, mais le PDG a un arrêt cardiaque. Il est emmené à l'hôpital, mais le chirurgien chargé de l'opérer est Eli Wirtham, l'identité civile de Cardiac. | | | | |
| | (To Protect and Serve)                                                                             | Steve Vrattos                                                                                      | Phil Gosier                                                                                        | |
| Mary Jane doit passer une soirée romantique avec Peter, mais il ne vient pas. Allumant la télévision, elle suit un combat de Spider-Man. | | | | |
| Remarques | Ce numéro est précédé par WSM #218. Il trouve sa suite dans SM #52.                                | Ce numéro est précédé par WSM #218. Il trouve sa suite dans SM #52.                                | Ce numéro est précédé par WSM #218. Il trouve sa suite dans SM #52.                                | Ce numéro est précédé par WSM #218. Il trouve sa suite dans SM #52.                                |
| | | | | |
| 8 | (Behind the Terror)                                                                                | Tom Lyle                                                                                           | Ron Lim                                                                                            | Février 1995                                                                                       |
| Mary Jane dîne au sommet du Ben Reilly apprend dans les journaux la mort du docteur Octopus. World Trade Center avec son amie Carly, lorsque le bâtiment est attaqué par des mercenaires. Scarlet Spider se rend compte que des missiles ont été tirées depuis le building, et s'y rend. Alors qu'il rentre chez lui, Peter apprend par la radio de la prise d'otage au World Trade Center. Il part sauver Mary Jane et les otages en même temps que Ben Reilly. | | | | |
| Remarque | Ce numéro est précédé par Spider-Man: Funeral for an Octopus #3. Il trouve sa suite dans WSM #122. | Ce numéro est précédé par Spider-Man: Funeral for an Octopus #3. Il trouve sa suite dans WSM #122. | Ce numéro est précédé par Spider-Man: Funeral for an Octopus #3. Il trouve sa suite dans WSM #122. | Ce numéro est précédé par Spider-Man: Funeral for an Octopus #3. Il trouve sa suite dans WSM #122. |
| | | | | |
| 9 | (The Mark of Kaine: Unholy Alliances)                                                              | Tom Lyle                                                                                           | Ron Lim, Ron Garney et Tod Smith                                                                   | Mai 1995                                                                                           |
| Les Sinister Six se réunissent, sous la direction du Hobgoblin, pour discuter du cas de Kaine. Il tue petit à petit tous les ennemis de l'Araignée : après le docteur Octopus, il s'en est pris au fils de Kraven. Ils décident de le mettre hors d'état de nuire en s'alliant une nouvelle fois. Pendant ce temps, Peter reprend le costume de Scarlet Spider pour rentrer chez lui, mais se sent coupable de ce que Ben est désormais en prison à sa place. Felicia Hardy rend visite à Peter en prison, mais Ben ne la reconnaît pas ; elle se rend compte que quelque chose cloche. Kaine attaque le Hobgoblin, qui fait venir les Sinister Six en renfort. Le docteur Trainer a fini les examens médicaux génétiques de Mary Jane et lui demande de venir le voir en personne ; elle ressort du laboratoire de Trainer en pleurs. Elle sonne à la porte de Felicia Hardy. | | | | |
| Remarque | Ce numéro est précédé par SSM #224. Il trouve sa suite dans WSM #125.                              | Ce numéro est précédé par SSM #224. Il trouve sa suite dans WSM #125.                              | Ce numéro est précédé par SSM #224. Il trouve sa suite dans WSM #125.                              | Ce numéro est précédé par SSM #224. Il trouve sa suite dans WSM #125.                              |
| | | | | |
| 10 | (Exiled, Part Four: A Promise to Keep)                                                             | Mike Lackey                                                                                        | Shawn McManus et Roy Burdine                                                                       | Septembre 1995                                                                                     |
| Le Vautour a réussi à rajeunir en volant l'énergie vitale de jeunes passants new-yorkais, mais son rajeunissement se passe mal. Ben se rend sur la tombe de son oncle, auquel il doit son nom, et voit un autre homme déposer des fleurs sur la tombe de Ben Parker. Cet individu, Colm Mulligan, avait été aidé par Ben Parker quelques jours avant sa mort, lorsqu'ils travaillaient tous deux dans une usine. Ben Reilly trouve le Vautour et libère l'otage qu'il gardait. | | | | |
| Remarque | Ce numéro est précédé par SM #62. Il trouve sa suite dans SSM #228.                                | Ce numéro est précédé par SM #62. Il trouve sa suite dans SSM #228.                                | Ce numéro est précédé par SM #62. Il trouve sa suite dans SSM #228.                                | Ce numéro est précédé par SM #62. Il trouve sa suite dans SSM #228.                                |
| | | | | |
| Scarlet Spider Unlimited #1 | (You Say You Want an Evolution)                                                                    | Glenn Herdling                                                                                     | Tod Smith                                                                                          | Octobre 1995                                                                                       |
| L'Organisation mondiale de la santé explore le dernier laboratoire utilisé par le Chacal, qui a été contaminé par le virus Carrion. Scarlet Spider se retrouve dans la ville de Wundagore, et découvre que des disciples adorateurs du Chacal ont créé un temple à son honneur. Il rencontre Anubia, qui lui explique l'origine des Nouveaux hommes, des animaux anthropomorphes créés par le High Evolutionary, dont Warren était l'assistant jadis. C'est là qu'il avait décidé de cloner Gwen et Peter. Le High Evolutionary avait réussi à capturer le clone de Gwen, et avait mené des expériences sur elle, et avait découvert qu'elle avait été créée à partir du corps d'une femme appelée Joyce Delaney. La cuve médicale qui contenait Kaine est retrouvée vide. | | | | |
| Remarque | Ce numéro est précédé par New Warriors #65. Il trouve sa suite dans Web of Scarlet Spider #1.      | Ce numéro est précédé par New Warriors #65. Il trouve sa suite dans Web of Scarlet Spider #1.      | Ce numéro est précédé par New Warriors #65. Il trouve sa suite dans Web of Scarlet Spider #1.      | Ce numéro est précédé par New Warriors #65. Il trouve sa suite dans Web of Scarlet Spider #1.      |
| | | | | |
| 11 | | | | Janvier 1996                                                                                       |
| | (The Skull Jackets)                                                                                | Fabian Nicieza                                                                                     | Dave Hoover                                                                                        | |
| | | | | |
| | (Night Work)                                                                                       | Adam Santangelo                                                                                    | Sal Buscema                                                                                        | |
| | | | | |
| | | | | |
| 12 | (Who Did Spider-Man Murder?)                                                                       | Evan Skolnick                                                                                      | Steve Geiger, Paris Karounos et Steven Butler                                                      | Mai 1996                                                                                           |
| | | | | |
| | | | | |
| 13 | | | | Août 1996                                                                                          |
| | (The Sting of Conscience)                                                                          | James Felder                                                                                       | Joe Bennett                                                                                        | |
| | | | | |
| | (The Descent)                                                                                      | James Felder                                                                                       | Robert Brown                                                                                       | |
| | | | | |
| | | | | |
| 14 | (Game's End)                                                                                       | Glenn Herdling                                                                                     | Joe Bennett                                                                                        | Décembre 1996                                                                                      |
| | | | | |
| | | | | |
| 15 | (Facing the Void)                                                                                  | Tom DeFalco                                                                                        | Joe Bennett                                                                                        | Février 1997                                                                                       |
| | | | | |
| | | | | |
| 16 | (The Wages of Conquest)                                                                            | Mark Bernardo                                                                                      | Joe Bennett                                                                                        | Mai 1997                                                                                           |
| | | | | |
| | | | | |
| 17 | (I, Robot Master !)                                                                                | Glenn Greenberg                                                                                    | Joe Bennett                                                                                        | Août 1997                                                                                          |
| | | | | |
| | | | | |
| 18 | | | | Novembre 1997                                                                                      |
| | (All My Pasts Remembered)                                                                          | Tom DeFalco                                                                                        | Joe Bennett                                                                                        | |
| | | | | |
| | (The Secrets of Doctor Octopus)                                                                    | Tom DeFalco                                                                                        | Pat Olliffe                                                                                        | |
| | | | | |
| | (Her Name was Stunner)                                                                             | Tom DeFalco                                                                                        | Joe Bennett                                                                                        | |
| | | | | |
| | | | | |
| 19 | (Where Monsters Dwell)                                                                             | Mark Bernardo                                                                                      | Joe Bennett                                                                                        | Février 1998                                                                                       |
| | | | | |
| | | | | |
| 20 | (A Long Way Till Dawn)                                                                             | Christopher Golden                                                                                 | Joe Bennett                                                                                        | Mai 1998                                                                                           |
| | | | | |
| | | | | |
| 21 | (A Promise to Keep)                                                                                | Christopher Golden                                                                                 | Mike Deodato Jr.                                                                                   | Août 1998                                                                                          |
| | | | | |
| | | | | |
| 22 | (Poisoned Souls)                                                                                   | Mark Bernardo                                                                                      | Mike Deodato Jr.                                                                                   | Novembre 1998                                                                                      |
| | | | | |

## Vol 2.
| Numéro    | Titre | Scénariste | Dessinateur | Date de publication |
| --------- | ----- | ---------- | ----------- | ------------------- |
|           |       |            |             |                     |
| 0,5       |       |            |             |                     |
|           |       |            |             |                     |
| Remarques |       |            |             |                     |
|           |       |            |             |                     |
| 1         |       |            |             |                     |
|           |       |            |             |                     |
| Remarques |       |            |             |                     |
|           |       |            |             |                     |
| 2         |       |            |             |                     |
|           |       |            |             |                     |
| Remarques |       |            |             |                     |
|           |       |            |             |                     |
| 3         |       |            |             |                     |
|           |       |            |             |                     |
| Remarques |       |            |             |                     |
|           |       |            |             |                     |
| 4         |       |            |             |                     |
|           |       |            |             |                     |
| Remarques |       |            |             |                     |
|           |       |            |             |                     |
| 5         |       |            |             |                     |
|           |       |            |             |                     |
| Remarques |       |            |             |                     |

- Cet article est partiellement ou en totalité issu de l'article intitulé « Liste des épisodes de Spider-Man » (voir la liste des auteurs).